# Gigabyte Technology
Gigabyte Technology — тайваньская компания по производству системных плат, видеокарт и другой компьютерной техники. Основана в 1986 году.

## История
Компания Gigabyte Industrial была основана в марте 1986 года. В сентябре 1998 года Gigabyte стала публичной компанией, разместив свои акции на Тайваньской фондовой бирже.
В 1998 году был открыт филиал в КНР Dongguan Gigabyte Electronics Co., Ltd. (Дунгуань). Второй завод в материковом Китае был открыт в 2001 году в Нинбо (Gigabyte Ningbo Co., Ltd.). Также в 2001 году было создано совместное предприятие с Legend Group в Гонконге. В 2004 году была основана дочерняя компания Gigabyte Communications по разработке и продаже мобильных телефонов под брендом GSmart; за 11 лет она так и не сумела выйти в прибыль, и в 2015 году выпуск смартфонов был прекращён.
К 2008 году компания Gigabyte стала одним из крупнейших производителей системных плат, наряду с другими тайваньскими компаниями — Elitegroup (ECS), Asus, Micro-Star International, Foxconn.
31 мая 2011 года Gigabyte выпустила первую в мире материнскую плату Z68 со встроенным разъемом mSATA для Intel SSD и технологией Smart Response.
В 2019 году компания Gigabyte начала массовый выпуск материнских плат, совместимых с AMD. На данном этапе разработки существуют несколько серий выпущенных тестовых вариантов с Socket AM3+, гораздо превосходящих своих конкурентов. После выхода и тестирования прототипов компания Gigabyte зарекомендовала себя как лидер среди других фирм.
В 2023 году компания Gigabyte разделилась на две части, выделив подразделение, которое занимается корпоративными решениями, в отдельное независимое предприятие под названием Giga Computing Technology.

## Деятельность

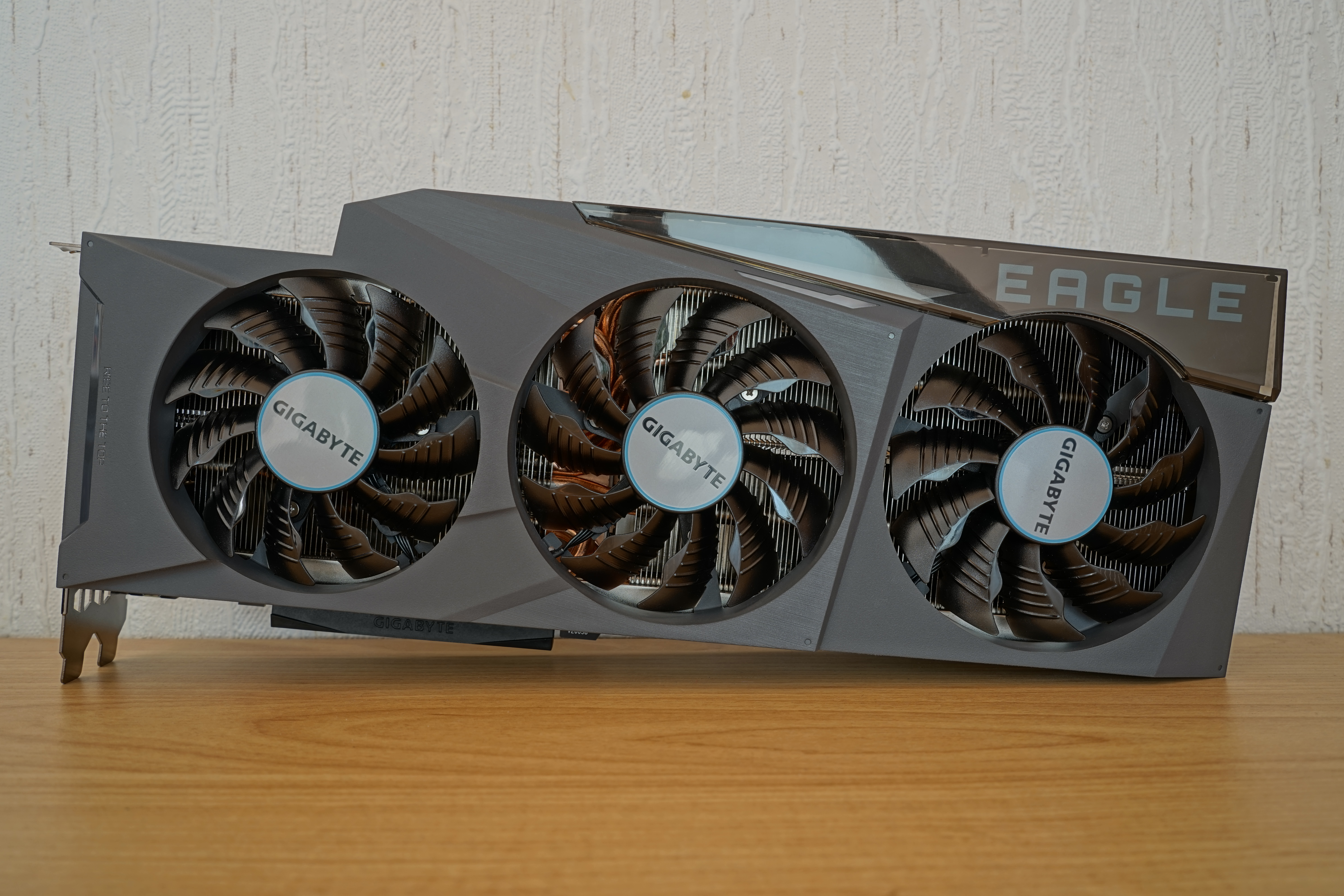
Видеокарта Gigabyte GeForce RTX 3090

Компания производит системные платы, графические 3D-ускорители, корпуса и блоки питания, ноутбуки и настольные ПК, решения для цифрового дома, серверы, устройства связи, мобильные и портативные устройства.
Выручка компании за 2022 год составила 107,3 млрд новых тайваньских долларов (3,49 млрд долларов США), её распределение по регионам: Азия — 36 % (из них Тайвань — 3 %, КНР — 17 %), Европа — 30 %, Северная Америка — 28 %. На материнские платы и видеокарты пришлось 70 % выручки.
За 2022 год Gigabyte выпустила 9,5 млн материнских плат и была 2-м крупнейшим их производителем в мире после Asus (13,6 млн). В 2021 году компанией было выпущено 11 млн плат.
Организационно структура холдинга Gigabyte представлена следующими компаниями:
- Gigabyte Technology Co., Ltd. — разработка и производство системных и графических плат, а также периферийных устройств для настольных ПК;
- Gigabyte Communications Inc. (основана в 2004) — производство коммуникаторов и смартфонов под маркой GSmart (с 2006);
- Gigazone International Co., Ltd. — специализируется на выпуске корпусов для настольных ПК, мониторов (торговая марка ENVISION), блоков питания и систем охлаждения ЦП;
- G-Style Co., Ltd. — производство ноутбуков и планшетных ПК.

## Производство
Компания имеет 5 фабрик на территории Китайской Республики (Тайвань) и Китайской Народной Республики (КНР):
- Наньпин — Тайвань;
- Пинчжэнь — Тайвань;
- Нинбо — КНР;
- Дунгуань — КНР;
- Hian-Xi — Шаньдун, КНР.

Производственная фабрика Nan-Ping (третья по объёму выпускаемой продукции) специализируется на выпуске системных плат, графических 3D-ускорителей, а также серверов, настольных ПК, ноутбуков и мобильных телефонов.
На производственных площадях фабрики Nan-Ping размещены девять SMT-линий поверхностного монтажа компонентов, десять линий DIP-монтажа, девять линий, на которых осуществляется всестороннее тестирование продукции, и восемь линий упаковки готовых изделий. Площадь фабрики составляет 45 тыс. м², количество сотрудников — около 1,8 тыс. человек.